# Pedro Pascual (regatista)
Pedro Pascual (Córdoba, 5 de marzo de 1996) es un deportista estadounidense nacido en México que compite en Vela en la clase RS:X.
Compitió en el evento masculino los Juegos Olímpicos de Verano de 2016 en Río de Janeiro y en los Juegos Olímpicos de 2020 en Tokio. Ganó la medalla de plata en el evento masculino de los Juegos Panamericanos de 2019 en Lima.

## Palmarés internacional
| Juegos Panamericanos | Juegos Panamericanos | Juegos Panamericanos | Juegos Panamericanos |
| Año                  | Lugar                | Medalla              | Categoría            |
| -------------------- | -------------------- | -------------------- | -------------------- |
| 2019                 | Lima (Perú)          | Medalla de plata     | RS:X                 |